# Scuola di Gaza
La scuola di Gaza fu una scuola letterario-filosofica dell'epoca bizantina, sorta a cavallo tra i secoli V e VI. Cronologicamente essa si colloca pertanto nel periodo di poco antecedente l'epoca giustinianea, quindi poco prima che nell'Impero si accentui ulteriormente la centralità della capitale Costantinopoli.

## Caratteri generali
In questo periodo, a Gaza, in Palestina, al centro dell'area siriaco-egiziana, zona pertanto di antica cultura ellenizzata, fiorisce un'ultima scuola retorico-filosofica. La peculiarità di Gaza in questa situazione era stata quella della più lunga conservazione in questa città del culto pagano, accanto a quello cristiano, Templi dedicati agli dei erano sopravvissuti sino al V secolo, e nella cultura locale era rimasta una forte impronta greca. La zona di Gaza era stata anche quella in cui si era ritirato Gerolamo nel 386, ed in essa era quindi stata introdotta una forma di monachesimo mistico da Ilarione. La zona era pertanto un punto di confronto tra paganesimo antico, cultura greca, misticismo cristiano.
Un deciso passo avanti in direzione della cristianizzazione definitiva era stato compiuto dal vescovo della città Porfirio (395-420), ma di fatto la presenza parzialmente accettata di larghi strati pagani, soprattutto fra i ceti intellettuali, ebbe il ruolo di permettere un approfondimento ulteriore nel confronto fra queste due culture.
Il contributo della scuola letterario-filosofica sorta a Gaza è quello, misto di cultura retorica ed erudizione e sintesi filosofica, di tramandare al cristianesimo ormai dominante i modelli antichi tramite un suo ultimo apporto ellenistico neo-platonizzante. Non estranea a questa radice neoplatonica sarà poco dopo l'opera di Severo di Antiochia, la cui avventura intellettuale partì dalle stesse città di Alessandria e Beirut e quindi dal suo ritiro in un monastero presso Gaza.
Da questa scuola pertanto viene non tanto una serie di invenzioni innovative, bensì una revisione generale della precedente cultura e la trasmissione di questa come insieme ben assemblato di modelli retorico-filosofici, il che sarà ripreso nei secoli successivi dalla cultura bizantina in generale. Essa riprende in una sua ultima fase la cultura ellenistica, in particolare dal punto di vista della retorica, campo nel quale le si deve un importante contributo per l'imitazione del modello e dello stile classico.
I principali autori di questa scuola furono Procopio di Gaza, il più noto, e quindi gli altri, a lui in parte collegati e contemporanei o quasi: Coricio, Zaccaria, Enea. Da questi intellettuali venne la ricomposizione in una veste retorica accettabile della precedente cultura ellenistica, l'anello di collegamento che trasmise ai posteri la cultura neoplatonica e atticista alla successiva epoca bizantina.
Dopo il periodo di questi nomi illustri la scuola di Gaza rimase famosa ancora per un secolo, sino alla conquista di Omar della Palestina e con essa di Gaza nel 635.

## Procopio di Gaza
Procopio di Gaza nacque a Gaza nel 465 circa, si trasferì ad Alessandria per studiare e poi tornò nella sua città. Qui insegnò retorica e compose opere che, come d'uso per la sua materia, spaziavano su molteplici argomenti. Morì nel 528, secondo alcuni come vescovo di Maiuma di Gaza.
Compose delle esercitazioni scolastiche, quindi delle descrizioni. Di lui resta un epistolario di centosessantotto lettere, scarsamente ricordato.
L'opera sua più nota è il panegirico all'imperatore Anastasio I, composto per l'arrivo di questi a Gaza tra il 512 e il 513, quando il sovrano assistette all'inaugurazione di una statua a lui dedicata. D'obbligo era, nell'ambito della retorica, il paragone tra l'imperatore presente con i grandi del passato, Ciro, Alessandro, Agesilao.
Importante di Procopio è quindi la sua esegesi biblica, suddivisa nei vari commenti, all'Ottateuco, ai Libri dei Re, di Isaia, al Cantico dei Cantici. Si tratta, più che di una nuova elaborazione, di una vasta esposizione-repertorio delle interpretazioni dei Padri riconosciuti dall'ortodossia e al rapporto con i dogmi sanciti dai concili. Pertanto si tratta di un'opera riferibile ad un periodo di transizione, quando era venuta meno l'interpretazione del testo e si tendeva già a partire dal dogma acquisito. Questo punto costituisce anche la premessa per l'opera di Severo da Antiochia. L'opera è inoltre importante per gli sviluppi della letteratura bizantina in quanto inaugura la forma detta delle "catene", ripresa in tutto l'arco della successiva storia della letteratura bizantina. Queste catene sottintendono, una volta data per certa la rinuncia all'interpretazione autonoma, alla capacità di intercorrelare la lunghissima serie di spiegazioni precedenti. Fu una forma che acquistò sempre maggiore spazio, sino ad essere poi codificata dal diciannovesimo concilio del 692.
Altra opera di Procopio è la Confutazione degli Elementi Teologici di Proclo. Qui l'autore acquista una leggermente maggiore autonomia e si stacca dal suo stile abituale; per cui la sua attribuzione è discussa. Il testo non è stato trasmesso nella sua interezza, ma soltanto in alcune parti. Tuttavia mostra caratteri propri della scuola di Gaza, principalmente consistenti nella posizione a doppia faccia allo stesso tempo di opposizione e di assimilazione della concezione neoplatonica.
Questi termini mostrano apertamente la formazione culturale, volta alla grecità e in un certo senso di memoria ellenistica, ed allo stesso tempo la scelta cristiana. L'autore di fatto agisce su un doppio registro; da una parte mantenne la sua esposizione nell'ambito della sua abilità di manovrare le parole, come i concetti, attività retorica che si esprimeva in una sorta di filosofia sofista; dall'altra parte agiva con un coinvolgimento che ignorava questa posizione di partenza, nei confronti della sua impostazione cristiana.
Procopio per questo suo carattere riassuntivo e soprattutto per la sua forma attica pura, da lui ripresa persino nelle clausole ritmiche classiche, rimase in auge per tutto il Medioevo.

## Enea di Gaza
Nasce a Gaza attorno al 450. Anche lui come Procopio si sposta ad Alessandria per frequentare la scuola del neoplatonico Ierocle. Da questo punto di partenza si dedica anche lui alla filosofia ed alla retorica.
Rientra a Gaza dove diviene famoso come insegnante di retorica e magistrato. La sua fama è dovuta alla sua conoscenza dell'atticismo nelle sue forme più pure.
Della sua opera sopravvivono vari brani. Dell'epistolario si sono conservate solo ventiquattro lettere, il cui valore non è eccessivo.
Compone un testo, il Teofrasto, altrimenti detto Dell'immortalità dell'anima e della Resurrezione dei corpi, nel quale polemizza, andando contro il suo maestro alessandrino, Ierocle, col neoplatonismo dove questo dà per certa la preesistenza delle anime al corpo, che da questa loro esistenza in altro loco vengono solo in seguito a migrare nei corpi. Altrettanto intende confutare un altro caposaldo della teoria neoplatonica, quello dell'eternità del mondo. Contro queste posizioni ribadisce con maggiore forza la teoria cristiana dell'immortalità dell'anima e della resurrezione dei corpi. Sotto questi punti di vista si propone come cristiano e in quanto tale antagonista del neoplatonismo. Tuttavia in lui resta neoplatonica la base intellettuale di fondo, la stessa struttura del suo ragionamento strutturandosi sui modelli di Plotino, Porfirio, Giamblico. Il che corrisponde ad una peculiarità di tutti questi autori della scuola di Gaza. Un autore invece propriamente cristiano cui Enea fa riferimento è Gregorio di Nissa.
Relativamente all'impostazione neoplatonica, Enea riprende la struttura del dialogo di Platone. Ma in questa, pur avendo appreso la forma dal grande filosofo, non riesce a competere in quanto a forza dialettica. Se la discussione era basata sui tre personaggi, nel suo caso di questi soltanto uno espone le idee, idee che in Enea non sono in genere originali e neppure eccessivamente approfondite.
Il Teofrasto rappresenta pertanto il livello raggiunto dagli interessi di un cristianesimo ellenizzato, con il suo tipico tentativo di sintesi tra neoplatonismo e cristianesimo. E questo tentativo viene vissuto non tanto sul piano più specificatamente dialettico, ma su quello della naturale assimilazione.
Come per gli altri autori di questa scuola di Gaza, l'importanza di Enea è quella di aver saputo riepilogare la cultura del passato, di averne tracciato il punto d'arrivo al suo momento storico.

## Zaccaria Scolastico
Contemporaneo ed amico di Enea, fu Zaccaria, che nella vita fu retore e avvocato a Gaza. Come gli altri autori di questa scuola si spostò per la formazione alla scuola di Alessandria. Poi da questa passò alla scuola di Beirut, cammino obbligato per quell'area.
Zaccaria a differenza degli altri autori fu uomo di Chiesa, e venne nominato vescovo di Mitilene nel 536. In tal modo compose la sua opera lontano dalla sua città, tra Costantinopoli e Mitilene.
Delle sue opere rimane un dialogo, l'Ammonio, che prende il nome del filosofo neoplatonico e scolaro di Proclo che Zaccaria intende confutare. Egli, mosso da questo intento, voleva con ciò riproporre la fallacità della parte neoplatonica non assimilabile dal cristianesimo, dimostrando l'errore dell'idea dell'Eternità del mondo. Era il punto di vista della visione più specificatamente cristiana.
Il suo percorso lo affianca in più momenti a Enea, tanto da potersi ipotizzare una sorta di reciproca interdipendenza tra i due autori, o anche l'origine dal comune indirizzo della scuola di Gaza.
Volendo differenziarlo da Enea, Zaccaria mostra una maggiore accentuazione dell'indirizzo cristiano, che lo spinge ad introdurre nell'Ammonio anche elementi della teologia mistica.
Dell'impostazione filosofica di partenza, la neoplatonica, Zaccaria pare conoscere molto bene i testi del grande filosofo: il Timeo, il Fedone, il Fedro; ma mostra anche una specifica conoscenza dell'altro grande filosofo greco, Aristotele, dove mostra conoscerne la critica dalla teoria delle idee. Altro elemento di riferimento per la sua opera è infine la conoscenza dei Padri del IV secolo, in particolare Basilio e Gregorio di Nissa.

## Coricio di Gaza
Coricio, anche lui di Gaza, fu studente e poi successore di Procopio da Gaza. Di una generazione successiva, visse all'epoca di Giustiniano. Fozio di lui riferisce che come Procopio era cristiano, benché nella sua opera non vi siano che soggetti profani.
Coricio prosegue la nota tradizione classica della scuola di Gaza, nell'ambito della quale modella con eccezionale capacità la lingua greca, con un sapiente uso e collocazione dei vari atticismi. Per questa caratteristica la sua opera rimane uno dei modelli retorici della cultura bizantina dei secoli successivi.
Tra le altre opere vi sono varie esercitazioni di scuola, e quindi, genere che fornisce anche una documentazione storica, le Orazioni elaborate in onore di personaggi importanti della regione palestinese. In base a queste si possono avere importanti dati storici sulla situazione politica della Palestina in quel periodo di transizione. Fra queste si ricordano l'orazione in difesa degli attori, e la descrizione delle chiese di Gaza con le loro pitture, inserite tra le orazioni in onore del vescovo Marciano e ancora l'orazione funebre composta alla morte di Procopio di Gaza.
Coricio con la sua bravura formale mostra essere l'epigono di un'epoca ormai passata, della quale tramanda la cultura nei testi scolastici.